# 舒德禄
舒德禄（Bishop Theodore Schu，S.V.D.，1892年4月3日 – 1965年8月24日），罗马天主教主教。
1892年4月3日出生于德国，1916年9月23日成为神父。
舒德禄担任聖言會山東區會長，并于1933年代表德國聖言會从美国本笃会手中接收北平輔仁大學。 
1936年4月，天主教兖州教区韩宁镐主教（Augustin Henninghaus）年高耳聋，向教廷申请退休。1936年11月19日，舒德禄神父被被任命为天主教兖州教区第三任主教。1937年4月4日，在兖州举行祝圣大典，主祭是韩宁镐主教，南京教区主教于斌和济南教区主教杨恩赉（Cirillo Rodolfo Jarre）参礼，讲道人是当时正在喜峰口战役中的救护队队长雷鸣远神父。
1946年4月11日，任兖州教区正权主教。
1953年回国。1965年8月24日逝世，年73岁。